# Kraljev gambit, Norwaldova varianta
Norwaldova varianta je varianta šahovske otvoritve, imenovane sprejeti kraljev gambit. Norwaldova varianta se začne s potezami:
- 1. e4 e5 2. f4 Df6